# Mario Coll
Pour les articles homonymes, voir Coll.
Mario Coll, né le 20 août 1960 à Bucaramanga (Colombie), est un footballeur colombien, évoluant au poste de milieu de terrain. Au cours de sa carrière, il évolue à Junior, à l'América Cali, à Millonarios et à l'Unión Magdalena ainsi qu'en équipe de Colombie. Il est le fils de Marcos Coll, lui-même joueur de football international colombien.
Coll marque un but lors de ses quatre sélections avec l'équipe de Colombie entre 1987 et 1990. Il participe à la Copa América en 1987 avec la Colombie.

## Carrière
- 1986-1987 :  Junior
- 1988-1989 :  América Cali
- 1990 :  Junior
- 1990-1991 :  América Cali
- 1991 :  Millonarios
- 1992 :  Unión Magdalena
- 1993 :  Junior[2]

## Palmarès

### En équipe nationale
- 4 sélections et 1 but avec l'équipe de Colombie entre 1987 et 1990
- Troisième de la Copa América 1987 avec la Colombie

### Avec l'América Cali
- Vainqueur du Championnat de Colombie de football en 1990

### Avec l'Atlético Junior
- Vainqueur du Championnat de Colombie de football en 1993